# Ochrolechiaceae
Ochrolechiaceae is een botanische naam voor een monotypische familie van korstmossen behorend tot de orde Pertusariales. Het typegeslacht en enige geslacht is Ochrolechia.